# Croix
Pour les articles homonymes, voir Croix (homonymie).

Deux types de croix : en haut une croix grecque et en bas une croix de saint André.

La croix est un symbole en forme d'intersection, formée de deux lignes ou plus. La « région » est une zone définie par l'intersection (il y a ainsi en général quatre régions).

## Étymologie
Le terme croix vient du mot latin crux qui a le sens de « gibet », « potence ».
Selon le Robert historique de la langue française, « Dès Plaute (254-184 av. J.-C.), crux est courant en latin et entre dans des locutions proverbiales ; il prend le sens de « torture morale » et, par métonymie, désigne le tourmenteur. »

## Symbolique générale
La croix est à la base de tous les symboles d'orientation.
La croix réalise l'union des contraires : verticalement elle relie les pôles au plan de l'équateur; horizontalement elle met en rapport équinoxes et solstices .
Pour les alchimistes, la branche verticale, dressée, symbolise le principe masculin, et la branche horizontale, couchée, le principe féminin; leur conjonction est signe de vie .

## Symbolique religieuse

### Symbole chrétien

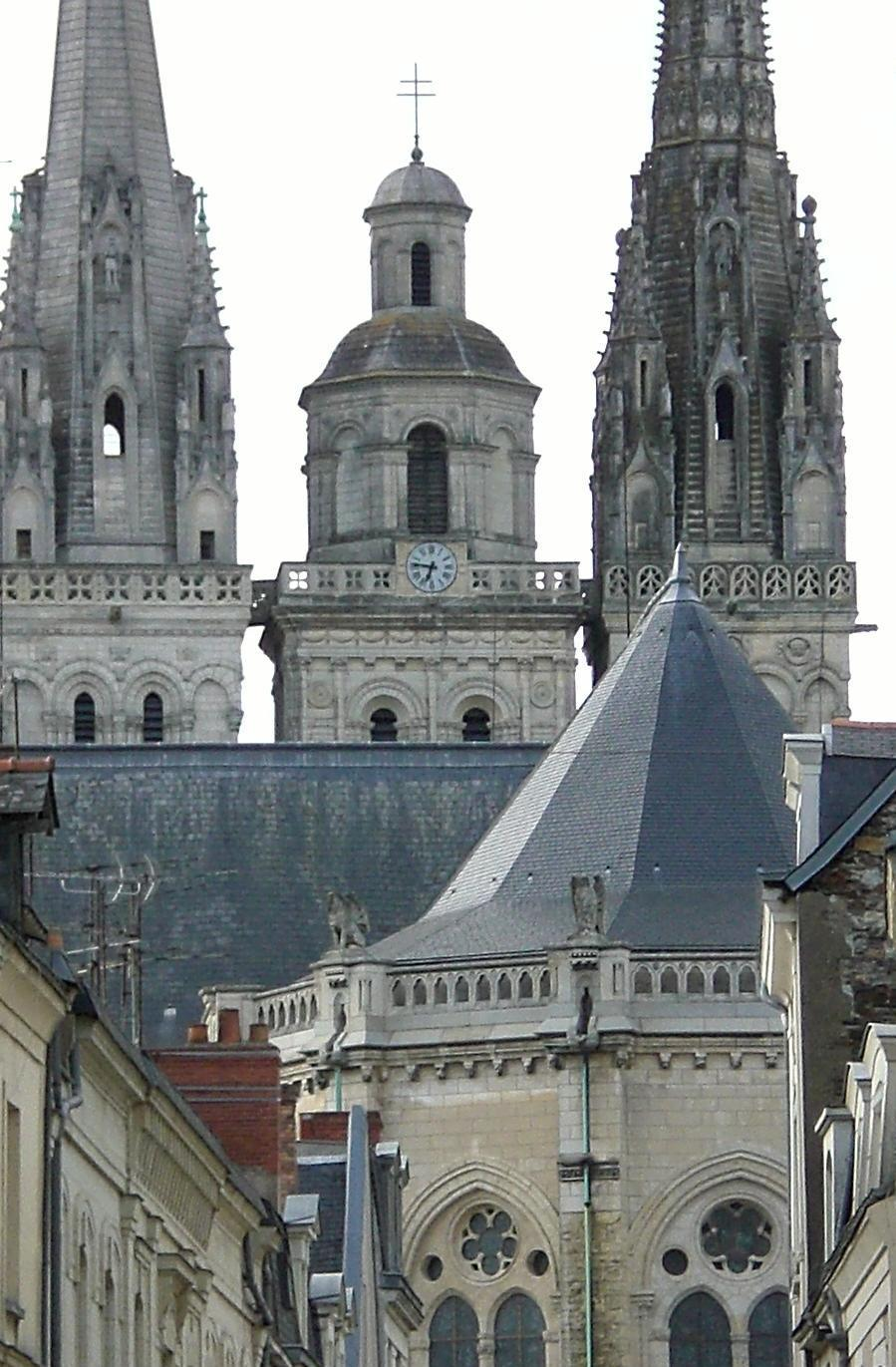
Croix d'Anjou surmontant le clocheton central de la cathédrale Saint-Maurice à Angers.

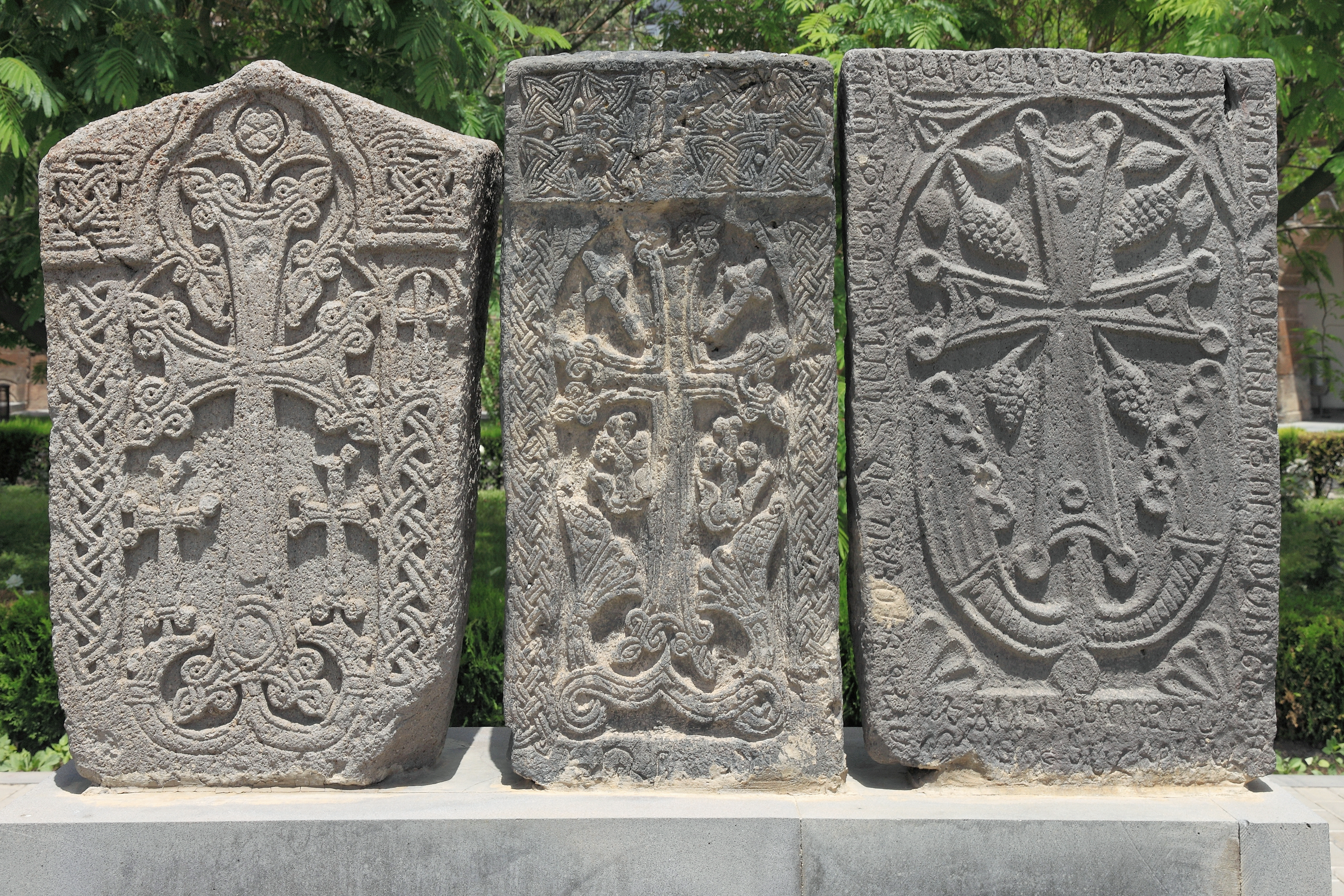
Croix arménienne sur trois khatchkars à Etchmiadzin en Arménie.

La croix chrétienne est représentée sous diverses variantes :
- croix ancrée (croix grecque avec des ancres aux extrémités de chaque branche)
- croix d'Anjou ou croix de Lorraine ou patriarcale
- croix arménienne (croix latine dont les branches ont deux branches à leur extrémité en forme de trèfles)
- croix bannière
- croix de Cantorbéry
- croix celtique
- croix dominicaine
- croix double (une face avec le christ, une avec une Vierge à l'Enfant, le plus souvent d'époque renaissance)
- croix éthiopienne
- croix fleur-de-lysée
- croix fourchée (« Y », croix en tau dont la branche supérieure est brisée vers le haut)
- croix fourchue
- croix grecque (les branches sont de même longueur et se croisent en leur milieu) +
- croix huguenote
- croix de Jérusalem (croix potencée dont chaque région contient une croix grecque)
- croix latine
- croix de Malte ou croix de saint Jean
- croix moline
- croix occitane
- croix orthodoxe (croix patriarcale avec une barre oblique sur la branche inférieure)
- croix papale
- croix patriarcale
- croix pattée (croix dont les branches s'élargissent à leur extrémité en forme de patte ; on dit aussi formé) ✠
- croix pointue (trois pattes pleines et une pointe ou pique vers le bas)
- croix potencée ou croix scoute, (croix grecque avec des tau aux extrémités de chaque branche)
- croix recroisetée (croix grecque avec des petites croix grecques aux extrémités de chaque branche)
- croix russe (croix latine avec une barre oblique sur la branche inférieure)
- croix de saint André
- croix de saint Georges (croix rouge sur fond blanc)
- croix de saint Pierre (croix latine renversée utilisée pour le martyre de saint Pierre qui, selon la légende, par humilité envers le Christ ne s'est pas estimé assez digne pour mourir dans la même position que son maître)
- croix de saint Thomas
- croix scandinave
- croix serbe
- croix en tau ou croix de saint Antoine
- croix tréflée ou croix de saint Maurice (croix grecque avec des trèfles aux extrémités de chaque branche)
- croix Souabe ou croix d'Huriel (Choppers)

### Croix ansée

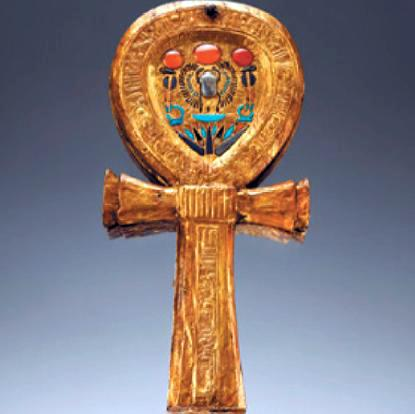
Miroir en forme d'ânkh issu du tombeau de Toutânkhamon.

L'ânkh ou croix ansée est utilisé fréquemment dans l'art égyptien, en particulier dans les peintures des tombes ; il apparaît souvent au bout des doigts d'une divinité, dans des images montrant les divinités de l'au-delà faisant le don de vie à la momie de la personne défunte.
Dans l'art amarnien, la croix ansée est portée par les rayons solaires (terminés par des mains), symbolique du soleil dispensant la vie sur Terre.
Ce symbole était souvent porté comme amulette par les Égyptiens 

C'est l'hiéroglyphe égyptien S34 (code Gardiner)  signifiant "vie". En association avec les hiéroglyphes, U28 représentant un bâton à feu signifiant « intégrité, prospérité… » et l'hiéroglyphe S29 représentant un vêtement plié signifiant la « santé » ils forment la formule d'eulogie Egyptienne "vie, prospérité ,santé" 
| S34 | U28 | S29 |

| S34 | U28 | S29 |

ˁnḫ(=w), wḏȝ(=w), snb(=w)

### Svastika

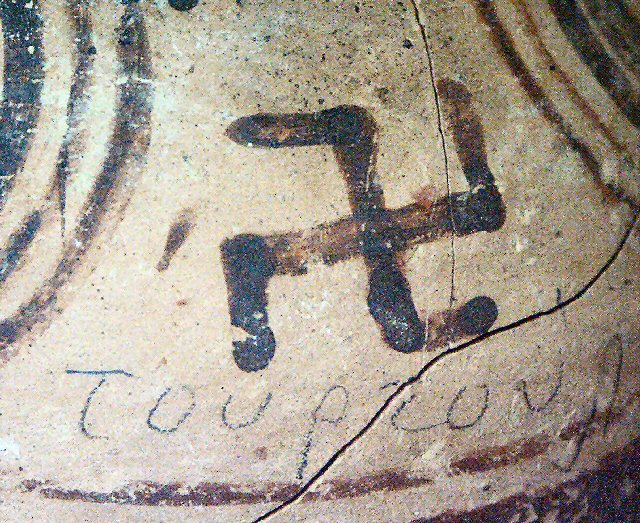
Poterie minoenne.

Le svastika est un symbole que l'on retrouve en Eurasie, en Afrique, en Océanie, aux Amériques (Amérique précolombienne chez les Mayas et amérindiens Navajos et kunas) et en Extrême-Orient. Son apparition se fait à l'époque néolithique, dans la préécriture de la culture de Vinča. On peut le décrire comme une croix composée de quatre potences prenant la forme d'un gamma grec en capitale (Γ).
Ce symbole est notamment utilisé en Asie dans la symbolique jaïne, hindoue et bouddhique, en Chine pour symboliser l'éternité et dans l'Asie bouddhiste. Les différentes graphies inspirées de la forme du svastika ont pu naître indépendamment les unes des autres, bien que certaines soient liés historiquement (svastikas indien et bouddhique, svastikas indien et svastika du XXe siècle européen).
Chaque branche de cette croix est prolongée d’un trait perpendiculaire orienté soit vers la droite, soit vers la gauche. Chez les hindous, le svastika symbolise plutôt la construction lorsque les branches sont orientées vers la droite, ou la destruction lorsque les branches sont orientées vers la gauche.
C'est l'un des plus anciens symboles de l'humanité que l'on retrouve sous plusieurs formes dans la majorité des civilisations du monde, bien qu'il n’ait pas toujours la même signification.
En Asie, et tout particulièrement en Inde, c'est un symbole omniprésent. Il représente, entre autres, le très populaire dieu Ganesh et est le symbole premier du jaïnisme, considéré par ses adeptes comme le plus favorable de tous les symboles.
Inclinée de 45°, elle est aussi appelée croix gammée. Ce symbole a été repris, dès 1920, comme emblème officiel des Nazis, en raison de son association avec les peuples « aryens » dont ils se réclamaient, véhiculant ainsi un aspect négatif en Occident (voir plus bas).

## Autres symboliques

### Croix basque

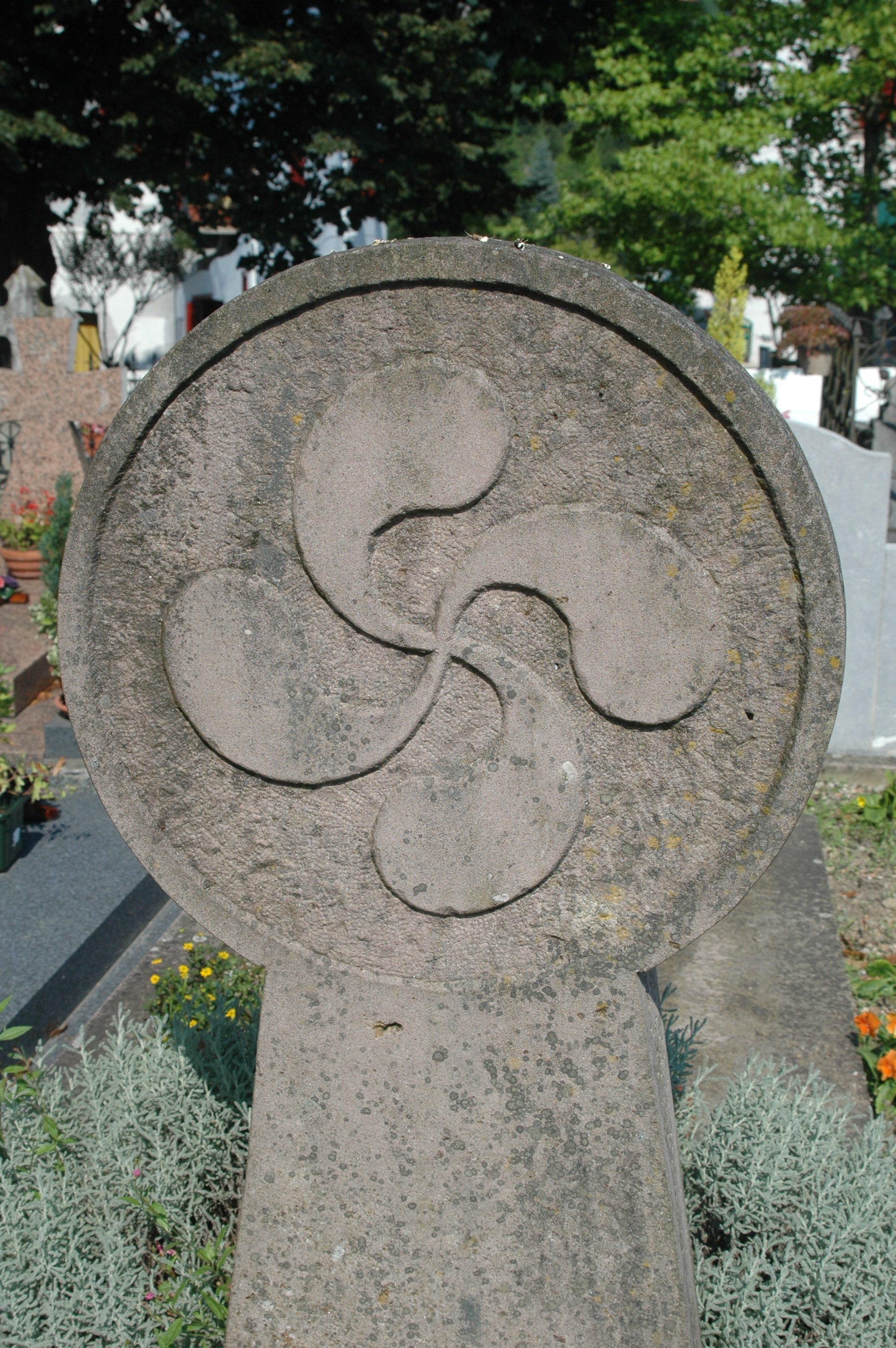
Stèle discoïdale, cimetière d'Ainhoa.

La croix basque, ou lauburu en basque, est une croix formée par quatre virgules, chaque virgule étant constituée de trois demi-cercles (un premier haut de demi-cercle suivi d'un bas de demi-cercle, plus un deuxième bas de demi-cercle, deux fois plus grand, au bas des deux autres et les reliant).
Les origines et la symbolique de cette représentation ont suscité de nombreuses recherches et hypothèses, parfois contradictoires, qui ne débouchent, encore aujourd'hui, sur aucune certitude. On ne connait pas les raisons qui amenèrent les Basques à utiliser ce symbole, et à l'exposer sur leurs maisons et leurs stèles funéraires. On ne peut émettre que des hypothèses, biaisées par notre environnement, notre savoir et notre sensibilité d'aujourd'hui.
La recherche sur la symbolique originelle laisse entrevoir quelques hypothèses, qui amènent parfois à une période précédant la christianisation de la contrée, qui fut longue et chaotique, étant donné la configuration encaissée du relief pyrénéen et conservatrice des populations rurales. Camille Jullian désigne les XVe et XVIe siècles comme le début de la période à laquelle le catholicisme s'est imposé au Pays basque. La nouvelle religion aurait alors amplifié l'utilisation d'un symbole plus ancien.
Suivant les auteurs, le symbole fait initialement référence au cycle de la vie, à la rotation du soleil, du ciel et de la terre, qui sont des hypothèses d'une création préalable à la christianisation. La croix finale, à quatre virgules, reconnue aujourd'hui, milite pour une symbolique soutenue par l'Église.
Une autre hypothèse évoque une symbolique originelle, antérieure au christianisme, liée au mouvement du temps et des 4 saisons ou des 4 éléments que sont l’eau, la terre, le feu et l’air.

### Croix gammée nazie

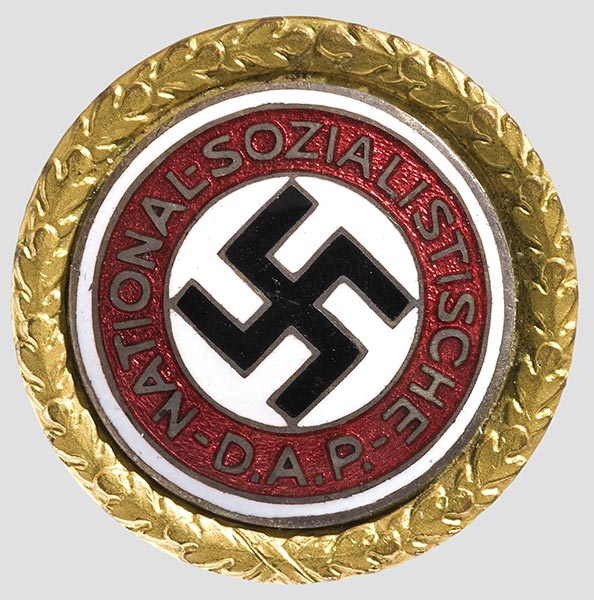
Décoration du parti nazi avec une croix gammée au centre.

La croix gammée a été utilisée comme symbole par Adolf Hitler et le Parti national-socialiste des travailleurs allemands (NSDAP) en raison de son association avec les peuples « aryens » dont ils se réclamaient.
La croix gammée nazie est une représentation dextrogyre (qui pointe à droite) du svastika. En Occident, pour des raisons historiques, la croix gammée est généralement associée au nazisme, ce qui n'est pas le cas en Asie.
Le svastika dextrogyre noir, emblème du nazisme, a été transformé en l'inclinant à 45° sur un disque blanc, position moins fréquente pour les svastikas indiens. En termes d'héraldique, il ne s'agit donc pas à proprement parler d'une « croix », comme le svastika d'origine, mais d'un « sautoir gammé ».
La croix gammée fut adoptée par le NSDAP alors qu'il n'était encore que le « Parti des travailleurs allemands » (DAP), et devint dès 1920 son emblème officiel.

### Croix enveloppée
En Nouvelle-Calédonie, la croix enveloppée est un symbole récurrent dans l'art kanak. On le retrouve sur des pétroglyphes, mais également sur des sculptures sur bois et sous forme de tatouages sur l'épaule. La signification exacte de ce motif est cependant obscure, qu'elle soit perdue ou gardée secrète.

## Aspect graphique

Différentes formes de croix parmi les plus courantes
Croix grecque
Croix de saint André
Croix de Jérusalem
Croix de Jérusalem (version composée uniquement de croix grecques)
Croix latine
Croix latine inversée, Croix de saint Pierre
Croix de Lorraine
Croix de l'ordre des Hospitaliers du Saint-Esprit
Croix russe ou orthodoxe
Croix en tau
Croix potencée
Croix pattée ou des Templiers
Croix de saint Georges
Croix de Malte
Croix patonnée
Croix occitane
Croix ancrée
Croix fleurdelysée (ou florencée)
Croix pommée
Croix tréflée
Croix recroisetée
Croix recroisetée au pied fiché
Croix de saint Jacques
Croix gammée, à crochets ou svastika
Croix cerclée ou solaire
Croix nimbée ou celtique
Chrisme

## Symbole typographique
En typographie moderne, on appelle aussi obèle un symbole typographique en forme de croix, † (simple, un obèle) ou ‡ (double, un double obèle).
Caractères Unicode
- « + » (plus) : U+002B ;
- « X » (lettre romaine capitale, /iks/) : U+0058 ;
- « x » (lettre romaine minuscule, /iks/) : U+0078 ;
- « Χ » (lettre grecque capitale, khi) : U+03A7 ;
- « χ » (lettre grecque minuscule, khi) : U+03C7 ;
- « Х » (lettre cyrillique capitale, kha) : U+0425 ;
- « х » (lettre cyrillique minuscule, kha) : U+0445 ;
- « ༝ » (tibétain) : U+0F1D ;
- « ᙭ » (symbole autochtone canadien) : U+166D ;
- « ᛅ » (rune naudiz) : U+16C5 ;
- « ្ » (diacritique khmer) : U+17D2 ;
- « ᵡ » (alphabet phonétique) : U+1D61 ;
- « ᵻ » (alphabet phonétique) : U+1D7B ;
- « ᵼ » (alphabet phonétique) : U+1D7C ;
- « † » (obèle) : U+2020 ;
- « ‡ » (obèle double) : U+2021 ;
- « × » (multiplié) : U+2062 ;
- « ⁺ » (plus en supérieur, exposant) : U+207A ;
- « ₊ » (plus en inférieur, indice) : U+208A ;
- « Ⅹ » (chiffre romain 10 capitale) : U+2169 ;
- « ⅹ » (chiffre romain 10 minuscule) : U+2179 ;
- « ∤ » (barre verticale barrée, symbole mathématique « est un diviseur de ») : U+2224 ;
- « ⊕ » (plus cerclé) : U+2295 ;
- « ⊗ » (multiplié cerclé) : U+2297 ;
- « ⊞ » (symbole mathématique) : U+229E ;
- « ⊠ » (symbole mathématique) : U+22A0 ;
- « ⊹ » (symbole mathématique) : U+22B9 ;
- « ⌦ » (symbole technique) : U+2326 ;
- « ⌧ » (symbole technique) : U+2327 ;
- « ⍀ » (symbole technique) : U+2340 ;
- « ⍏ » (symbole technique) : U+234F ;
- « ⍭ » (symbole technique) : U+236D ;
- « ⏆ » (symbole technique) : U+23C6 ;
- « ⒳ » (lettre minuscule parenthésée) : U+24B3 ;
- « Ⓧ » (lettre capitale entourée) : U+24CD ;
- « ⓧ » (lettre minuscule entourée) : U+24CD ;
- « ┼ ┽ ┾ ┿ ╀ ╁ ╂ ╃ ╄ ╅ ╆ ╇ ╈ ╉ ╊ ╋ » (filets) : U+253C à U+254B ;
- « ╪ ╫ ╬ » (filets) : U+256A à U+256C ;
- « ☒ » (casseau, case cochée) : U+2612 ;
- « ♰ » (casseau) : U+2670 ;
- « ♱ » (casseau) : U+2671 ;
- « ⚒ » (casseau) : U+2692 ;
- « ⚔ » (casseau) : U+2694 ;
- « ✕ ✖ ✗ ✘ » (casseaux, coches) : U+2715 à U+2718 ;
- « ✙ ✚ ✛ ✜ ✝ ✞ ✟ ✠ » (casseaux, croix) : U+2719 à U+2720 ;
- « ✢ ✣ ✤ ✥ » (casseaux, croix) : U+2722 à U+2725 ;
- « ❌ » (casseau) : U+274C ;
- « ❎ » (casseau) : U+274E ;
- « ➕ » (plus, casseau) : U+2795 ;
- « ⤀ » (flèche) : U+2900 ;
- « ⤈ ⤉ » (flèches) : U+2908 et U+2909 ;
- « ⤧ ⤨ ⤩ ⤪ ⤫ ⤬ ⤭ ⤮ ⤯ ⤰ ⤱ ⤲ » (flèches) : U+2927 a U+2932 ;
- « ⦻ » (symbole mathématique) : U+29BB ;
- « ⨁ ⨂ » (symboles mathématiques) : U+2A01 et U+2A02 ;
- « ⨢ ⨣ ⨤ ⨥ ⨦ ⨧ ⨨ » (symboles mathématiques) : U+2A22 à U+2A28 ;
- « ⨭⨮ ⨯ ⨰ ⨱ ⨲ ⨳ ⨴ ⨵ ⨶ ⨷ » : U+2A2D à U+2A37 ;
- « ⨹ » (symbole mathématique) : U+2A39 ;
- « ⨻ » (symbole mathématique) : U+2A3B ;
- « ⫩ » (symbole mathématique) : U+2AE9 ;
- « ⫮ » (symbole mathématique) : U+2AEE ;
- « ⴲ » (tifinagh) : U+2D32 ;
- « ⵝ » (tifinagh) : U+2D5D ;

## Signe graphique
Ce graphisme est très ancien, il est retrouvé sur des supports préhistoriques avant la constitution d'une écriture formalisée.

### Signe alphabétique
Vingt-quatrième lettre majuscule de notre alphabet et dans l'alphabet latin. On la retrouve dans d'autres alphabets avec des valeurs variées comme dans l'alphabet grec (le chi translittéré kh) et dans les alphabets les plus anciens : l'alphabet linéaire, XVIe siècle av. J.-C. et ses dérivés, le phénicien, XIe siècle av. J.-C. pour marquer le taw.

### Signe numérique
Le dix des romains, dérivé de la numération étrusque est l'héritier du dénombrement par entaille des civilisations pastorales retrouvé sur des os ou bâtons préhistoriques.

### Signe arithmétique
Le signe « + » marque l'addition depuis la fin du XVe siècle en place du « p » (plus) et le signe « x » la multiplication ; le signe « + » marque aussi la positivité d'un nombre relatif.

## Expressions en langue française
- C'est la croix et la bannière
- Faire une croix sur…
- Porter sa croix
- Croix de bois, croix de fer, si je mens je vais en enfer.

## Autres usages
L'article La croix de saint André, terme technique aborde des usages communs et non religieux de cette croix ; de même que Croix de Malte (mécanisme).

## Décorations
Le terme de croix est également utilisé pour désigner des décorations civiles et militaires Croix de la Valeur militaire, Croix de Victoria…